# پول آمبروکیو
پول آمبروکیو (به انگلیسی: Pool Ambrocio؛ زادهٔ ۴ دسامبر ۱۹۹۰) یک کشتی‌گیر اهل پرو است. وی سابقه حضور در المپیک ۲۰۲۰ توکیو را دارد.